# Monte Collon
Il monte Collon (3.637 m s.l.m.) è una montagna svizzera delle Alpi Pennine. Si trova nel Canton Vallese al fondo della val d'Herens sopra l'abitato di Arolla.

## Descrizione

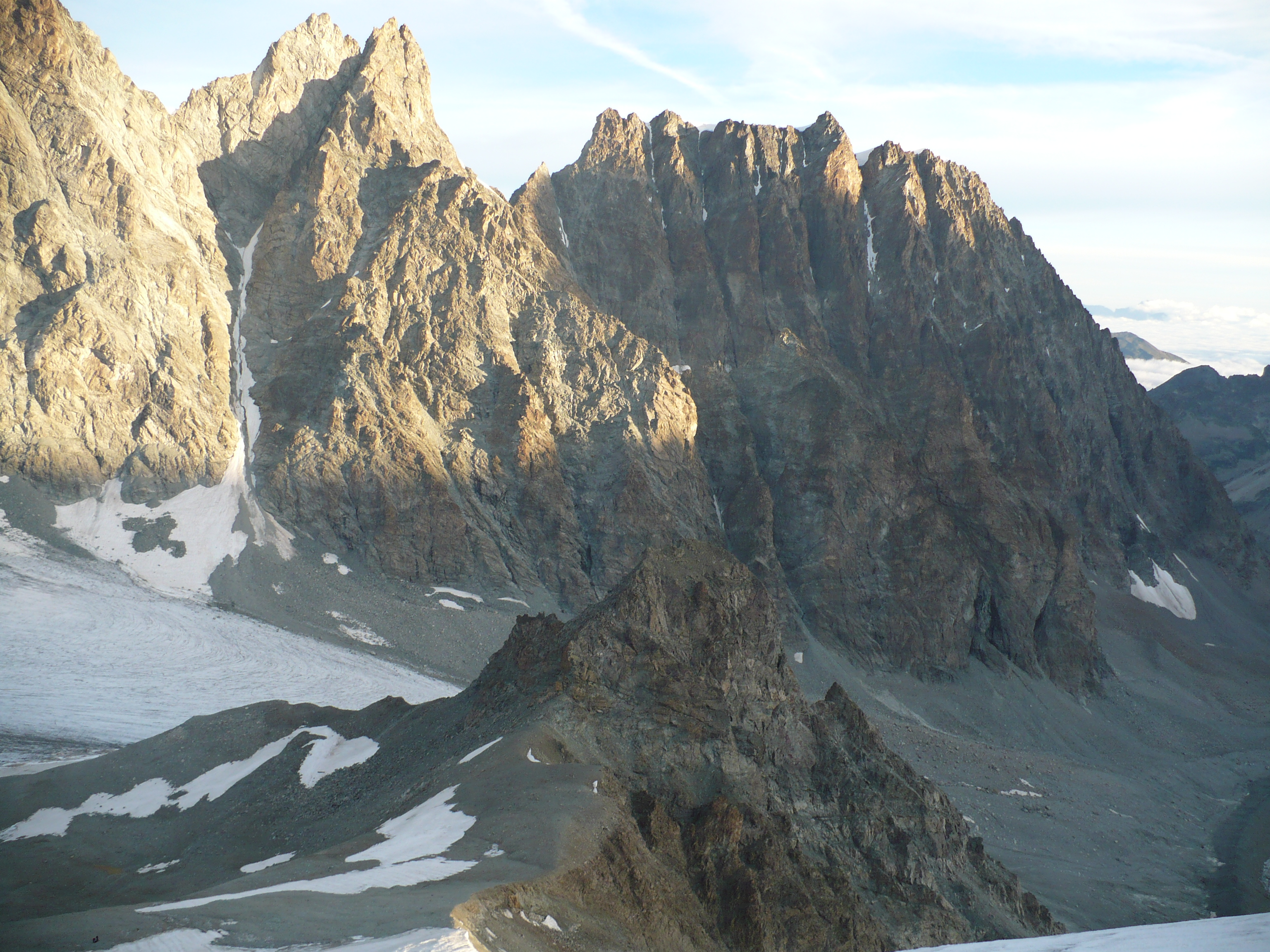
Il monte Collon visto da punta Kurz (in secondo piano). A sinistra ed in primo piano l'Evêque.

Si trova non lontano dal confine con l'Italia e dal Colle Collon, colle che collega con la Valpelline.
La prima ascensione fu compiuta il 31 luglio 1867 da G.E. Foster con le guide Hans Baumann and Johann Kronig. Gli alpinisti salirono dal versante sud-est e la cresta sud. La prima salita per la cresta ovest, l'attuale via normale, fu compiuta da Arthur Cust e Fredrick Gardiner, con le guide Johannes Knubel e Peter Knubel di Sankt Niklaus del Canton Vallese (3.8.1876).